# Homoporus semilongifasciatus
Homoporus semilongifasciatus är en stekelart som först beskrevs av Girault 1915.  Homoporus semilongifasciatus ingår i släktet Homoporus och familjen puppglanssteklar. Inga underarter finns listade i Catalogue of Life.